# Бирский заказник
Бирский заказник (баш. Бөрө заказнигы) — государственный природный зоологический заказник республиканского значения, расположенный в Бирском и Дюртюлинском районах Республики Башкортостан.

## Обзор
Заказник организован в соответствии с Постановлением Совета Министров Башкирской АССР от 25 июля 1967 года N 401. Постановлением Правительства Республики Башкортостан от 25 августа 2005 года N 189 заказник закреплен за государственным бюджетным учреждением «Дирекция по особо охраняемым природным территориям Республики Башкортостан». Заказник образован с целью сохранения и увеличения численности ценных видов диких животных.
Заказник создан на участках лесного фонда и землях сельскохозяйственного назначения. Общая площадь заказника составляет 20642 га, в том числе в Бирском районе — 19487 га, в Дюртюлинском районе — 1155 га.
На территории заказника обитают как типичные европейские виды, так и сибирские виды. Фауна наземных позвоночных включает 10 видов земноводных, 7 видов пресмыкающихся, 215 видов птиц и 54 вида млекопитающих. Редкими, занесёнными в Красную книгу Республики Башкортостан, являются 35 видов птиц, из них на гнездовании зарегистрированы выпь, орлан-белохвост, серая куропатка, серый журавль, филин, удод и другие.
Особой охране на территории заказника подлежат: лось, кабан, косуля, лисица, рысь, барсук, куница лесная, норка американская, хори лесной и степной, колонок, ласка, енотовидная собака, зайцы, глухарь, тетерев, рябчик, водоплавающая дичь. Из видов, занесенных в Красную книгу Республики Башкортостан, — выдра, европейская норка.